# Fury och Heclasundet
Fury och Heclasundet (engelska: Fury and Hecla Strait) är ett sund i Kanada, mellan Foxe Basin och Boothiaviken. Det endast 2 km breda sundet åtskiljer Baffinön från Melvillehalvön och fastlandet.